# Црква Христа Спаситеља у Санрему
Црква Христа Спаситеља, Великомученице Екатерине и преподобног Серафима Саровског (рус. Церковь Христа Спасителя, Великомученицы Екатерины и преподобного Серафима Саровского, итал. Chiesa del Cristo Salvatore, San Serafino di Sarov e Santa Caterina), позната и као Руска црква (рус. Русская Церковь, итал. Chiesa Russa) парохијска је црква Лондонске и западноевропске епархије Руске православне заграничне цркве у Санрему, граду на сјеверозападу Италије. До јануара 2019. парохија је била под јурисдикцијом Егзархата парохија руске традиције у Западној Европи Цариградске патријаршије.
Грађена је према цртежима архитекте Алексеја Шчусева и под руководством архитекте Пјетра Агостија 1913. у стилу московских цркава 17. вијека; украшена каменим резбаријама и изразцима, у близини се налази звоник са четвороводним кровом.

## Историја здања
Камен темеља је положен 26. новембра 1912, а децембра 1913. је црква освећена у име Христа Спаситеља.
Црква је подигнута на иницијативу православних становника (руских посјетилаца одмаралишта) Санрема и околине, повјереника и грађевинског одбора на челу са сљедећим личностима: Владимир Саблер, В. С. Шеремтјев, В. И. Галевич, Т. Деберо, А. М. Суханина, Г. Ј. Тило, инжењер Торнаторе. Своју послијератну рестаурацију и текуће свједочење православља, црква дугује градској власти Санрема, адвокату Фузару, А. Н. Власову, старјешинама М. А. Стансфилду, Ефремовој и Н. Сперарли-Бурмазовучу и настојатељу протојереју Јовану Јанкину.
У дворишту цркве налазе се два споменика: скулптуре краља Италије Виторија Емануела III и његове супруге краљице Јелене, током чије владавине је црква и изграђена. Према завјештању, у крипти цркве сахрањени су Јеленини родитељи — краљ Црне Горе Никола I 1921. и краљица Милена 1923. године. Њихови посмртни остаци су 1989, уз највише државне почасти, пренесени и сахрањени на Цетињу, у Дворској цркви на Ћипуру.
Током Другог свјетског рата цркву је погодила бомба, која се, пробивши кров, заглавила у поду и није експлодирала.

## Историја парохије
Освећење још недовршене цркве извршио је 23. децембра 1913. епископ кронштатски Владимир (Путјата), викар Санктпетербуршке епархије, којој је, као и све руске цркве у западној Европи, нова парохија припадала.
Послије 1917. црква је остала без сталног свештенства; парохијски одбор је образован 1922, али сталног свештеника није било, осим на врло кратко вријеме: цркву је опслуживало свештенство или из Фиренце или сусједне Француске ривијере, обично из Нице и Ментона; по јурисдикционој припадности свештеника, парохија се налазила у једној или другој јурисдикцији.
Од 1931. црквена парохија је под јурисдикцијом Архиепископије руске цркве у западној Европи Цариградске патријаршије, која је одлуком Синода Цариградске патријаршије од 27. новембра 2017. укинута уз наредну да се њене парохије придруже помјесним епархијама Цариградске патријаршије у западној Европи, што Архијерејско намјесништво није испунило. Митрополит италијански Генадиј (Зервос) забранио је 21. јануара 2019. настојатељу парохије јереју Дионисију Бајкову службу у цркви, док је сам Дионисије тврдио да од архиепископије „није добио никакву званичну реакцију на ову забрану”.
Парохија је 23. јануара 2019. одлучила да пређе у Западноевропску епархију Руске православне заграничне цркве и 24. јануара је молба услишена, због чега је на званичном веб-сајту објављена порука:
У веси са агресивним дејствима Италијанске митрополије Константинопољске патријаршије према нашој парохији и њеном настојатељу, ми смо принуђени да признамо да више није могуће бити у евхаристијском општењу са овом патријаршијом. Пошто је Архиепископија православних руских цркава у Западној Европи у пуном канонском и евхаристијском општењу са Константинопољем, са дубоком тугом одлучујемо да се повучемо из њене јурисдикције и надамо се да ће се парохије Архиепископије на сабору 23. фебруара вратити у Мајку Руску цркву.
Парохијски савјет је једногласно одлучио да затражи од Руске православне заграничне цркве да нашу парохију прими под свој омофор. Огромна већина чланова парохије подржава ову одлуку. Ванредни парохијски сабор, заказан за 3. фебруар, правно ће озваничити и консолидовати наше намјере.

Руска загранична црква је најбољи избор за нас, јер је неотуђиви самоуправни дио помјесне Руске православне цркве, она је самостална у питањима пастирским, просвјетним, административним, привредним, имовинским и грађанским. Поред тога, њени историјски коријени тијесни су повезани са руском дијаспором, којој и сами имамо част да припадамо.
Руководство архиепископије је 3. фебруара оптужило Дионисија Бајкова за „незаконит и неканонски” прелаз. Он је заузврат позвао заједнице руске традиције да гласају за распуштање Архиепископије и, не слушајући никога, самостално одређују своју будућност.